# 井関勇人
井関 勇人（いせきはやと、1971年 - ）は、テレビ東京制作局次長兼クリエイティブ制作チーム部長。

## 略歴
大阪府立池田高等学校、関西大学商学部卒業後、1993年にテレビ東京に入社。営業局、制作局CP制作チーム、チーフプロデューサー、編成局編成部を経て、2003年にディレクターとして『田舎に泊まろう!スペシャル』で日本民間放送連盟賞テレビエンターテインメント部門優秀賞を受賞。2013年8月頃から現職。ドキュメンタリーからバラエティ、音楽・歌謡番組、ドラマに至るまで幅広いジャンルを手がける「人情派」プロデューサーとして知られる。
プロデューサーとして手掛けた『イツザイ』『イツザイS』では、2009年にNHKの若者番組『パフォー!』と、2010年にはフジテレビのバラエティ番組『めちゃ2イケてるッ!』とコラボレーション番組を行うなど、局の垣根を越えた取り組みにもかかわっている。
2019年6月25日付で、制作局CP制作チームチーフプロデューサー、2020年4月1日付で、制作局CP制作チーム部長、2022年4月1日付で、制作局次長兼クリエイティブ制作チーム部長に昇格した。2024年4月1日付で配信ビジネス局専任局長兼制作局（音楽番組担当）に昇格予定。

## 担当番組

### 現在

#### エグゼクティブプロデューサー
- 年忘れにっぽんの歌（2023年、第56回、以前はプロデューサー→チーフプロデューサー）
- 日本作詩大賞（2015年12月特番、第48回はプロデューサー、第52-54回はチーフプロデューサー）

#### チーフプロデューサー
- 3秒聴けば誰でもわかる名曲ベスト100

#### プロデューサー
- 有吉の世界同時中継 〜今、そっちってどうなってますか?〜（以前はプロデューサー→チーフプロデューサー）

### 過去

#### ディレクター
- TVチャンピオン（1997年） - アシスタントディレクター
- BeatBang（1999年）
- ハロー!モーニング。（2003年）
- 田舎に泊まろう!（2003年）

#### プロデューサー
- 田舎に泊まろう!（2003年 - 2009年9月）[3]
- みゅーじん（2006年10月 - 2008年3月）
- イツザイ（2008年4月 - 2009年9月）[4]
- ソロモン流（2009年9月 - 2010年6月）
- 空から日本を見てみよう（2009年10月 - 2010年6月）[5]
- イツザイS（2009年10月 - 2010年6月）[6]
- 腹ペコ!なでしこグルメ旅（2013年10月 - 2014年9月）
- ブラマリのいただきっ!（2014年10月 - 2015年6月）[7]
- 東京センチメンタル（2014年12月30日単発スペシャル、2016年1月連続ドラマ『ドラマ24』枠）[8][9]
- 金曜7時のコンサート〜名曲!にっぽんの歌〜（2016年4月 - 9月）
- 〜歌のワイドショー〜音楽の森（2016年10月 - 2017年3月）
- 忘却のサチコ（2018年1月2日単発スペシャル、2018年10月連続ドラマ『ドラマ24』枠）

#### チーフプロデューサー
- 自慢したい人がいます〜拝啓 ひねくれ3様〜
- ヨルヤン
- マジか!その後の人生 栄光を掴んだ天才達 今を大追跡SP（2017年7月 - 2018年6月）
- チマタの噺（2019年7月23日 -、2014年10月 - 2019年7月16日まではプロデューサー）[10]
- きらきらアフロTM（2019年7月 - 2022年3月、2013年8月から2019年6月まではプロデューサー）
- THEカラオケ★バトル（2019年7月 - 2022年4月3日）
- デカ盛りハンター（2020年4月3日 ‐）
- サンドウィッチマンの脱落テスト!（2020年7月6・13日、8月31日・9月7日・14日）
- 黄金の定食（2022年1月17日 - 3月）
- 夜中3時のイケメンサマー（2022年2月18日 - 3月）
- テレ東音楽祭（以前はプロデューサー）
- ものまねランキング

#### エグゼクティブプロデューサー
- ソレダメ!〜あなたの常識は非常識!?〜（2020年4月1日 - 2022年3月はチーフプロデューサー）

#### 編成
- 孤独のグルメ（2012年1月 - 3月）
- きらきらアフロTM（2012年4月 - 6月）
- 孤独のグルメ Season2（2012年10月 - ）
- ザ・ミュージック〜その調べは神様からのギフト〜（2013年4月 - ）